# Liste alphabétique des membres de l'Assemblée législative de 1791-1792
Pour un article plus général, voir Assemblée nationale législative (Révolution française).
Cette liste a pour but de recenser, classés alphabétiquement, les 745 députés élus à l'Assemblée législative (1791-1792), qui succéda à l'Assemblée nationale constituante le 1er octobre 1791 et resta en fonction jusqu'à son remplacement par la Convention nationale le 21 septembre 1792.
- Haut – A
- B
- C
- D
- E
- F
- G
- H
- I
- J
- K
- L
- M
- N
- O
- P
- Q
- R
- S
- T
- U
- V
- W
- X
- Y
- Z

## A
- Antoine Louis Albitte, (° 1761- † 1812).
- Jean-Baptiste Annibal Aubert du Bayet (° 1757 - † 1797).
- Laurent-Yves-Antoine André (du Tillot), député des Vosges.
- Yves Marie Audrein, député du Morbihan.
- Jean Antoine d'Averhould, (°1756-1792), député des Ardennes

- Haut – A
- B
- C
- D
- E
- F
- G
- H
- I
- J
- K
- L
- M
- N
- O
- P
- Q
- R
- S
- T
- U
- V
- W
- X
- Y
- Z

## B
- Alexandre Balthasar François de Paule de Baert (baron) (° ca. 1750 - † 1825), député du Pas-de-Calais.
- Claude Basire (ou Bazire) (° 1764 - † 1794), député de la Côte-d'Or.
- Pierre-Jean-Paul Barris (baron) (° 1759 - † 1824).
- Jean-Marie Benoiston de La Serpaudais (° 1756 - † 1794), député de la Loire-Inférieure.
- Félix Julien Jean Bigot de Préameneu (° 1747 - † 1825).
- Don Pierre Jean Thomas Boerio (°1738 - † 1808), député de la Corse
- Pierre Joseph Didier Boissieu, député suppléant de l'Isère.
- Jacques Pierre Brissot
- Pierre Bouvenot (1748-1833), député du Doubs
- Pierre-Louis Bonnet de Mautry, député du Calvados
- Germain Bonneval, député de la Meurthe
- Ange-Elisabeth-Louis-Antoine Bonnier d'Alco, député de l'Hérault
- Pardoux Bordas, député de la Haute-Vienne
- Jean Borie, député de Corrèze
- Jacques Brival, député de la Corrèze
- Pierre-Marie-Auguste Broussonet, député de Paris
- Antoine Brun, député de l'Hérault

- Haut – A
- B
- C
- D
- E
- F
- G
- H
- I
- J
- K
- L
- M
- N
- O
- P
- Q
- R
- S
- T
- U
- V
- W
- X
- Y
- Z

## C
- Étienne Nicolas de Calon (ou Édouard Nicolas de)
- Pierre Joseph Cambon (° 1756- † 1820)
- Joseph Carez (° 1753-† 1801), député de la Meurthe.
- René Richard Louis Castel (° 1758-† 1852), député du Calvados.
- François Chabot (° 1753-† 1794), député de Loir-et-Cher.
- Louis Joseph Charlier (°1744-1797), député de la Marne
- Louis-Claude Chéron de La Bruyère (1758-1807), propriétaire à Auvers, près Pontoise, membre du directoire du département, propriétaire à Auvers-sur-Oise. Remplace le 15 octobre 1791, Lebreton, démissionnaire.
- Nicolas de Condorcet
- Joseph Cornudet des Chaumettes (° 1755-† 1834), député de la Creuse
- Jacques Michel Coupé (° 1737-† 1809)
- Edme-Bonaventure Courtois (° 1754- † 1816)
- Georges Couthon (° 1755-† 1794)
- Henri Crublier d'Opterre (° 1739-† 1799)
- Étienne Cunin (° 1746)
- Jean-François Curée (° 1765-† 1835)

- Haut – A
- B
- C
- D
- E
- F
- G
- H
- I
- J
- K
- L
- M
- N
- O
- P
- Q
- R
- S
- T
- U
- V
- W
- X
- Y
- Z

## D
- Louis Damourette (° 1752- † 1820), député des Ardennes
- Jean-François Delacroix (° 1753- † 1794)
- Jean-François Delmas (° 1751- † 1798), député de la Haute-Garonne
- Jacques Delon (° 1752- ), député du Gard
- Jean Etienne Demartinecourt (1755-1831), député de la Côte d'Or
- Étienne Deydier (° 1743 - † 1825), député de l'Ain
- Joseph Dongois (° 1751 - † 1823), député des Hautes-Alpes
- Louis-Thibaut Dubois-Dubais (° 1743 - † 1834), député du Calvados
- Pierre Étienne Nicolas Germer Dubout-Boulanger, député de l'Oise
- Jean Duprat (° 1760 - † 1793), député d'Avignon.
- Ernest Dominique François Joseph Duquesnoy (° 1749 - † 1795), député du Pas-de-Calais
- Jean Dusaulx (° 1728- † 1799)
- Pierre Dubreüil-Chambardel (° 1719 - † 1804), député des Deux-Sèvres

- Haut – A
- B
- C
- D
- E
- F
- G
- H
- I
- J
- K
- L
- M
- N
- O
- P
- Q
- R
- S
- T
- U
- V
- W
- X
- Y
- Z

## F
- Jean-Jacques Fiquet, (° 1747- † 1824), député de l'Aisne.
- Nicolas-Louis François de Neufchâteau, (° 1750- † 1828), député des Vosges.
- Pierre Faure-Lacombe, (° 1752- † 1833), député des Hautes-Alpes.
- Guillaume Laurent Ferrus, (° 1753- † 1815), député des Hautes-Alpes.
- Louis-François François, député du Pas-de-Calais.

- Haut – A
- B
- C
- D
- E
- F
- G
- H
- I
- J
- K
- L
- M
- N
- O
- P
- Q
- R
- S
- T
- U
- V
- W
- X
- Y
- Z

## G
- Jean Philippe Garran de Coulon, (° 1748 - † 1816).
- Cécile Stanislas Xavier Louis de Girardin, (comte de)
- Jacques Charles Giroust (° 1749 - † 1836), député d'Eure-et-Loir
- Louis-Jérôme Gohier
- Louis Joseph Marie Achille Goujon
- Jean-Baptiste Gouvion, député de Paris
- Antoine Grenot
- Marguerite-Élie Guadet, (° 1758 - † 1794).
- Jean Gréau (° 1731 - 1810)

- Haut – A
- B
- C
- D
- E
- F
- G
- H
- I
- J
- K
- L
- M
- N
- O
- P
- Q
- R
- S
- T
- U
- V
- W
- X
- Y
- Z

## H
- Marie-Jean Hérault de Séchelles (° 1759- † 1794)
- Claude-Etienne Hugau (1741 - † 1820), député de l'Eure

- Haut – A
- B
- C
- D
- E
- F
- G
- H
- I
- J
- K
- L
- M
- N
- O
- P
- Q
- R
- S
- T
- U
- V
- W
- X
- Y
- Z

## I
- Honoré Maximin Isnard, député du Var

- Haut – A
- B
- C
- D
- E
- F
- G
- H
- I
- J
- K
- L
- M
- N
- O
- P
- Q
- R
- S
- T
- U
- V
- W
- X
- Y
- Z

## J
- Grégoire-Marie Jagot, (° 1750 - † 1838), député de l'Ain
- François de Jaucourt (° 1757 - † 1852), député de Seine-et-Marne. Démissionnaire le 31 juillet 1792, il est remplacé par Ségrétier le 2 novembre 1792.
- Jean Jay (° 1743 - † 1807), député du département de la Gironde.
- Jean-Baptiste-Moïse Jollivet, député de Seine-et-Marne, membre du directoire de ce département.
- Pierre Juery.
- Henri Juglar (1738-1824), député des Basses-Alpes.

- Haut – A
- B
- C
- D
- E
- F
- G
- H
- I
- J
- K
- L
- M
- N
- O
- P
- Q
- R
- S
- T
- U
- V
- W
- X
- Y
- Z

## L
- Jean Labastie (° 1754 - † 1821) - député des Hautes-Alpes
- Jean-Girard Lacuée (comte de Cessac) (° 1752 - † 1841)
- André-Daniel Laffon de Ladebat (° 1746 - † 1829), député de la Gironde
- Claude Romain Lauze de Perret (° 1747 - † 1793), député des Bouches-du-Rhône.
- Claude Lecurel-Descoraux (° 1756 - † 1803), député de Haute-Saône.
- Jacques André Simon Lefessier (*1738-1806 ), député de l'Orne
- Marie-Lucien Lebrun (° 1746 - † 1830)
- Pierre Lejeune de Bellecour (° 1742 - † 1812), député du Loiret.
- François Le Roy de Beaulieu (° 1759 - † 1799)
- Pierre Léon Levavasseur (° 1756 - † 1808), député de la Seine-Maritime.

- Haut – A
- B
- C
- D
- E
- F
- G
- H
- I
- J
- K
- L
- M
- N
- O
- P
- Q
- R
- S
- T
- U
- V
- W
- X
- Y
- Z

## M
- Romain-Nicolas Malassis (° 1737 - † 1813), député du département du Finistère
- Antoine Malus de Montarcy (1736-1820), député de l'Yonne
- Edme Moreau, (1746-1803), député de l'Yonne.
- Jean-Antoine Marbot (° 1754 - † 1800), député du département du de la Corrèze
- Joseph Marie (1750-?), député des Pyrénées-Orientales
- Jacques Mathieu (° 1755 - † 1825), député du Bas-Rhin
- Henri Menuau (° 1748- † ....)
- Jean-François Merlet (° 1762- † ....)
- Luc Michoud (°1752 - +1825), député de l'Isère
- Pierre Mourain (°1740 - +1793) élu député de Bourgneuf (Loire-Inférieure) le 28/8/1791, par 183/286 voix, assassiné par les Royalistes le 24/3/1793.
- Nicolas-Joseph Marey jeune, négociant à Nuits, député suppléant de la Côte-d'Or (ne siège pas), élu député à la Convention nationale.

- Haut – A
- B
- C
- D
- E
- F
- G
- H
- I
- J
- K
- L
- M
- N
- O
- P
- Q
- R
- S
- T
- U
- V
- W
- X
- Y
- Z

## N
- Noblat (Marie François Pierre), commissaire des guerres, député du Bas-Rhin, démissionnaire le 29 septembre 1791.
- Nogaret fils (Pierre Barthélemy Joseph), homme de loi à Saint-Laurent-d'Olt, membre du directoire du département de l'Aveyron.

- Haut – A
- B
- C
- D
- E
- F
- G
- H
- I
- J
- K
- L
- M
- N
- O
- P
- Q
- R
- S
- T
- U
- V
- W
- X
- Y
- Z

## O
- Olivier-Gérente (Joseph Fiacre), député du district du Vaucluse, rattaché aux Bouches-du-Rhône par le décret du 26 mars 1792 (admis le 27 août 1792).

- Haut – A
- B
- C
- D
- E
- F
- G
- H
- I
- J
- K
- L
- M
- N
- O
- P
- Q
- R
- S
- T
- U
- V
- W
- X
- Y
- Z

## P
- Emmanuel Pastoret (° 1755 - † 1840), député de Paris.
- Catherine-Dominique de Pérignon (° 1754 - † 1818), député du département de la Haute-Garonne.
- Pierre Nicolas Perrin, (° 1751 - † 1794), député du département de l'Aube.
- Louis Mathieu Petit député de Seine-et-Oise.
- Jean-François Pierret (° 1738 - † 1796), député du département de la Marne.
- Jean Perrée-Duhamel (° 1744 - † ??), député du département de la Manche

- Haut – A
- B
- C
- D
- E
- F
- G
- H
- I
- J
- K
- L
- M
- N
- O
- P
- Q
- R
- S
- T
- U
- V
- W
- X
- Y
- Z

## Q
- Antoine Chrysostome Quatremère de Quincy (° 1755 - † 1849), député de Paris
- Nicolas-Marie Quinette de Rochemont (° 1762 - † 1821)

- Haut – A
- B
- C
- D
- E
- F
- G
- H
- I
- J
- K
- L
- M
- N
- O
- P
- Q
- R
- S
- T
- U
- V
- W
- X
- Y
- Z

## R
- Louis Ramond de Carbonnières (° 1755 - † 1827), député du département de la Seine
- Jean-François Rameau de Montbenoît, député de la Nièvre
- Jacques Edme Régnault-Beaucaron (1759-(1827), député de l'Aube..
- Jacques Reverchon (° 1750 - † 1828), député de Saône-et-Loire
- Thomas Riboud (° 1755- † ....), député de l'Ain
- Jean-Baptiste Rogniat, député de l'Isère
- Joseph-Stanislas-François-Alexis Rovère, député des Bouches-du-Rhône
- Roujoux (Louis Julien), commissaire du roi près le tribunal du district de Landerneau, député du Finistère
- Louis Jacques Rousseau, ex-président du département de la Sarthe, président du tribunal du district de Château-du-Loir.
- Antide Rubat, (° 1751 - † 1803), député de l'Ain

- Haut – A
- B
- C
- D
- E
- F
- G
- H
- I
- J
- K
- L
- M
- N
- O
- P
- Q
- R
- S
- T
- U
- V
- W
- X
- Y
- Z

## S
- Charles Alexis Brûlart de Sillery (° 1737 - † 1793)
- Gervais Sauvé (1735-1801)
- Raymond Sévène (1748-1807)

- Haut – A
- B
- C
- D
- E
- F
- G
- H
- I
- J
- K
- L
- M
- N
- O
- P
- Q
- R
- S
- T
- U
- V
- W
- X
- Y
- Z

## T
- Thomas-François Treil-Pardailhan
- Nicolas Charles Tronchon (° 1759- † 1828)
- Jacques Alexis Thuriot

- Haut – A
- B
- C
- D
- E
- F
- G
- H
- I
- J
- K
- L
- M
- N
- O
- P
- Q
- R
- S
- T
- U
- V
- W
- X
- Y
- Z

## V
- Pierre Victurnien Vergniaud (° 1753 - † 1793)
- Vincent Viénot-Vaublanc

- Haut – A
- B
- C
- D
- E
- F
- G
- H
- I
- J
- K
- L
- M
- N
- O
- P
- Q
- R
- S
- T
- U
- V
- W
- X
- Y
- Z